# Padre Pio
Pio av Pietrelcina, född 25 maj 1887 i Pietrelcina, Benevento, Italien, död 23 september 1968 i San Giovanni Rotondo, Apulien, Italien, var en italiensk kapucinmunk, präst och mystiker. Han vördas som helgon i Romersk-katolska kyrkan. Hans födelsenamn var Francesco Forgione och fick namnet Pio först när han gick med i kapucinorden. Efter sin prästvigning 1910 blev han känd som Padre Pio. Han är även känd för sina stigmata.

## Barn- och ungdomsåren
Francesco Forgione var son till Grazio Mario Forgione (1860-1946) och Maria Giuseppa de Nunzio Forgione (1859-1929) och föddes den 25 maj 1887 i Pietrelcina, en liten stad i den syditalienska regionen Campania. Hans föräldrar försörjde sig som bönder. Han döptes i S:t Anna-kapellet som låg i närheten och är rest på en slottsmur. Senare kom han att ministrera i samma kapell. Senare kom ett upprustningsarbete att äga rum på initiativ av Padre Pio Foundation of America. Han hade en äldre bror, Michele, och tre yngre systrar: Felicita, Pellegrina och Grazia (som senare blev birgittinnunna). Hans föräldrar fick även två barn som dog i späd ålder. Hans dopnamn, Francesco, var ursprungligen namnet på ett av dessa barn. Han hävdade själv att han redan vid fem års ålder hade fattat beslutet att ägna hela sitt liv åt Gud. Det sägs också att han började med botgöringsövningar och att han blev förmanad av sin mor när han använde en sten som huvudkudde och sov på stengolvet. Han arbetade på gården och såg efter den lilla fårflocken som familjen ägde fram till tio års ålder, vilket försenade hans skolgång något.
Pietrelcina var en mycket religiös stad. Helgonens festdagar firades året runt och religionen hade stort inflytande i familjen Forgione. Familjemedlemmarna gick till mässan dagligen, bad Rosenkransen varje kväll och avstod från kött tre dagar i veckan för att ära Vår Fru av berget Karmel. Trots att Francescos föräldrar och mor- och farföräldrar var analfabeter memorerade de Bibeln och berättade historier ur den för sina barn. Francescos mor hävdade att han kunde se och prata med Jesus, Jungfru Maria och sin skyddsängel och att han som barn antog att alla kunde det.
Som ungdom ska han ha erfarit himmelska syner och extaser. Efter att Francesco hade avslutat tre års skolgång 1897 drogs han till det monastiska livet efter att ha lyssnat till en ung kapucinmunk som just då bad om donationer i området. När han uttryckte denna önskan till sina föräldrar reste de till Morcone, ett samhälle som låg 21 km från Pietrelcina, för att se om deras son kunde gå in i kapucinorden. Munkarna informerade dem om att de var intresserade av att anta Francesco som novis, men att han behövde mer akademiska kvalifikationer.
Francescos far åkte till USA för att leta jobb så han kunde finansiera privatlektioner åt sin son, för att han skulle uppnå de kvalifikationer som kapucinorden krävde. Det var under denna period som Francesco mottog konfirmationens sakrament, den 27 september 1899. Han genomgick privatlektioner och klarade de uppställda akademiska kraven. Den 6 januari 1903, vid 15 års ålder, påbörjade han sitt novitiat hos Morcones kapucinbröder och den 22 januari samma år tog han på sig den franciskanska ordensdräkten och namnet Fra (broder) Pio för att hedra minnet av påven S:t Pius V, Pietrelcinas skyddshelgon. Han tog de enkla löftena om fattigdom, kyskhet och lydnad.

## Präst
För att påbörja sina sex år av präststudier och växa in i kommunitetslivet åkte han till S:t Franciskus av Assisis konvent. Tre år senare, den 27 januari 1906 tog han så sina högtidliga löften. År 1910 vigdes han till präst av ärkebiskop Paolo Schinosi i Beneventos katedral. Fyra dagar senare offrade han sin första Mässa i Vår Fru av Änglarnas församlingskyrka. Med tanke på att hans hälsa sviktade tilläts han att stanna hos sin familj fram till tidigt år 1916, men samtidigt behålla sin kapucinkåpa.
Den 4 september 1916 beordrades Padre Pio att återvända till kommunitetslivet och förflyttades till en jordbrukskommunitet: Vår Fru av Nådens kapucinkonvent, beläget i Garganobergen i San Giovanni Rotondo. Tillsammans med Padre Pio hade konventet sju bröder och med undantag för sin militärtjänst tillbringade Padre Pio resten av sitt liv i detta konvent.
När första världskriget började blev fyra av kommunitetens bröder utvalda till militärtjänst. Vid den tiden var Padre Pio lärare och andlig vägledare vid seminariet. När ytterligare en munk blev inkallad till militärtjänst blev Padre Pio ansvarig för kommuniteten och i augusti 1917 kallades även han in i militären. Trots att han inte var vid god hälsa sattes han in i fjärde plutonen av det hundrade kompaniet i den italienska läkarkåren. Trots att han blev inlagd på sjukhus i mitten av oktober så blev han inte friskriven förrän i mars 1918, varefter han återvände till San Giovanni Rotondo och blev tilldelad arbete i Santa Maria degli Angeli i Pietrelcina. Senare placerade hans överordnade honom åter i San Giovanni Rotondos konvent, som svar på ryktena om hans mirakulösa krafter. Allt som allt varade hans militärtjänst 182 dagar.
Padre Pio blev sålunda andlig vägledare för många och betraktade dem som sina andliga döttrar och söner. Han ställde upp fem regler för andlig växt: veckovis bikt, daglig kommunion, andlig läsning, meditation och samvetsrannsakan.
Han jämförde veckovis bikt med veckovis städning och dammning och rekommenderade att meditera och rannsaka sitt samvete två gånger dagligen: en gång på morgonen för att förbereda sig att möta dagen och återigen på kvällen för att bedöma dagens utgång. Sitt råd om hur man ska tillämpa teologi praktiskt brukade han summera i uttrycket "Be, hoppas och oroa dig inte." Han manade kristna att erkänna Gud i allt och att ha som högsta begär att göra Guds vilja.

## Dålig hälsa
Vi vet från Padre Pios andliga vägledare fader Agostino från San Marco i Lamis dagbok att den unge Francesco Forgione led av ett antal sjukdomar. Vid sex års ålder hade han fått en allvarlig gastroenterit, vilken band honom i sängen under lång tid. Vid tio års ålder fick han tyfusfeber. Vid sjutton års ålder, efter sitt novisår hos kapucinerna, sändes broder Pio till en intilliggande provins för att börja sina studier – men han blev plötsligt sjuk och klagade över aptitförlust, insomnia, utmattning, svimningsattacker och hemsk migrän. Han kräktes ofta och kunde bara få i sig mjölk.
Hagiograferna menar att det är vid denna tid, i samband med fysisk ohälsa, som det oförklarliga började ske. Enligt deras berättelser kunde man höra märkliga ljud från hans rum på nätterna – ibland skrik och skällande ljud. Under bön förblev broder Pio i stupor och verkade vara frånvarande, något som är vanligt i hagiografierna över helgon och mystiker.
En av Pios medbröder hävdar att han sett Pio i extas och levitation.
I juni 1905 var broder Pios hälsa så dålig att hans överordnade bestämde sig för att skicka honom till ett bergskonvent med hoppet att miljöombytet skulle göra honom gott. Hans hälsotillstånd blev dock värre och läkarna rådde honom att återvända till sin hemstad. Men till och med där blev hans hälsa sämre.
Utöver sina ungdomssjukdomar led Padre Pio hela sitt liv av astmatisk bronkit och hade en stor njursten med ständiga buksmärtor som konsekvens. Han led dessutom av en kronisk gastrit, som senare blev ett öppet magsår. Han led av inflammationer i ögon, näsa, öron och hals och utvecklade senare kronisk öroninflammation och pollenallergi.
Trots dålig hälsa skrevs han 1915 in i armén, men efter 30 dagar sändes han hem på permission på grund av dålig hälsa. Han återvände till militärtjänsten men skrevs åter på permission, den här gången i sex månader till ett bergskonvent, San Giovanni Rotondo, där vädret var ganska svalt även under sommartid. Sex månader senare återvände han återigen till militärtjänsten, endast för att två månader senare skickas hem igen. När han väl var framme förklarades han vara i skick att tjäna igen och sändes till Saleskasernen (caserma di Sales) i Neapel där han stannade till mars 1917, när han diagnostiserades med lungtuberkulos och skickades hem permanent.
År 1925 opererades Padre Pio för ett bråck i ljumsken och kort därefter bildades en stor cysta på hans hals som var tvungen att opereras bort och ytterligare en operation behövdes för att ta bort en malign tumör i örat. Efter den operationen behandlades Padre Pio med strålbehandling två gånger, vilket verkar ha varit tillräckligt.
År 1956 fick han en allvarlig "exudativ pleurit". Diagnosen verifierades av professor Cataldo Cassano, som personligen extraherade vätska från Padre Pios kropp, som dock förblev sängbunden i fyra månader.
På äldre dagar plågades Padre Pio av artrit.

## Andligt lidande
Padre Pio trodde att kärleken till Gud var oskiljaktig från lidande och att lida allt för Guds skull var det sätt varpå själen når Gud. Han kände att hans själ var fast i en kaotisk labyrint, kastad rakt in i fullkomlig vanmakt, som om han var i den lägsta cirkeln av helvetet. Under denna period av andligt lidande tror Padre Pios följeslagare att han angreps av djävulen, såväl fysiskt som andligt. Hans efterföljare tror också att djävulen använde diaboliska trick för att öka Padre Pios smärtor. Detta inkluderade att uppenbara sig som en "ljusets ängel" och att ändra eller förstöra brev till och från hans andliga vägledare. Padre Augustine bekräftade detta när han sa:
Djävulen uppenbarade sig som unga flickor som dansade nakna, som ett krucifix, som en ung vän till munkarna, som hans andliga fader eller som provinsialfadern; som påve Pius X, en skyddsängel, som helige Franciskus och som Vår Fru.
Nu har tjugotvå dagar gått sen Jesus tillät djävlarna att ventilera sin ilska mot mig. Min fader, hela min kropp är blåslagen från de slag jag upprepade gånger har fått från våra fiender. Flera gånger har de till och med dragit av mig min skjorta för att de skulle kunna slå på mitt blottade kött.
Fader Gabriel Amorth, senior exorcist i Vatikanstaten sa i en intervju att Padre Pio var kunde skilja på verkliga uppenbarelser av Jesus, Maria och helgonen och de illusioner som djävulen frammanade genom att noggrant undersöka sitt sinnestillstånd och de känslor som frammanades i honom vid uppenbarelserna. I ett av Padre Pios brev säger han att han förblev tålmodig genom sina prövningar på grund av sin fasta tro att Jesus, Maria, hans skyddsängel, helige Josef och helige Franciskus var med honom och alltid hjälpte honom.

## Transverberationoch synligastigmata
Baserat på Padre Pios korrespondens erfor han tidigt under sina prästår mindre uppenbara tecken på de synliga stigmata som han senare blev berömd för. I ett brev från 1911 skrev Padre Pio till sin andliga vägledare, Padre Benedetto från San Marco i Lamis, och beskrev något som han hade upplevt i ett år:
Sen, igår kväll, hände någonting som jag varken kan förklara eller förstå. I mitten av mina handflator dök röda märken upp, ungefär lika stora som en penny, och åtföljdes av akut smärta i mitten av märkena. Smärtan var mer uttalad i den vänstra handen, så pass mycket att jag fortfarande kan känna den. Även under mina fötter kan jag känna lite smärta.
Padre Pios nära vän fader Agostino skrev till honom 1915 och frågade specifika frågor om när han började uppleva visioner, om han hade blivit given stigmata och huruvida han kände smärtorna i Kristi Passion, dvs. törnekröningen och gisslingen. Padre Pio svarade att han hade fått visioner ända sedan han var novis (1903-1904). Han skrev att även om han hade blivit given stigmata så hade han blivit så vettskrämd av fenomenet att han hade bett Herren att ta tillbaka det. Han ville inte att smärtan skulle försvinna, bara de synliga såren, eftersom han då upplevde dem som en obeskrivlig och närmast outhärdlig förödmjukelse. De synliga såren försvann då, men återkom i september 1918. Han rapporterade dock att smärtan kvarstod och var mer akut på vissa specifika dagar och under vissa specifika omständigheter. Han sa också att han mycket riktigt erfor smärtan från törnekröningen och gisslingen. Han kunde inte redogöra för hur ofta han upplevde detta, men sa att han erfarit det minst en gång i veckan under flera år.
Dessa erfarenheter ska ha orsakat hans dåliga hälsotillstånd, vilket innebar att han fick tillstånd att stanna hemma. För att upprätthålla sitt religiösa liv läste han Mässan dagligen och undervisade på en skola.
S:t Johannes av Korset beskriver transverberation såhär:
Den själ som brinner med Guds kärlek som angrips av en seraf i det inre, som genomborrar den med en brinnande pil. Detta lämnar själen sårad, vilket gör den lidande av den överflödande gudomliga kärleken.
Första världskriget höll fortfarande på och i juli 1918 gav påve Benedikt XV – som benämnt kriget som "Europas självmord" – en appell till alla kristna att be för ett slut på kriget. Den 27 juli samma år offrade Padre Pio sig själv som ett offer för ett slut på kriget. Några dagar förflöt och mellan 5 och 7 augusti fick han en vision där Kristus uppenbarade sig och genomborrade hans sida. Som ett resultat av sin upplevelse fick Padre Pio ett sår i sidan. Denna upplevelse benämns "transverberation" eller en genomborrning av sidan som betecknar kärleksföreningen med Gud.
Som en sidonot så är en första klassens relik av Padre Pio utställd för allmän vördnad vid S:t John Cantius kyrka i Chicago. Reliken är en stor, fyrkantig, inramad linneduk som bär en blodfläck från "transverberationssåret".
Med denna transverberation började ytterligare en sjuveckorsperiod av andlig oro för Padre Pio. En av hans kapucinbröder beskrev hans tillstånd under den här perioden:
Under den här tiden var hela hans uppträdande som om han hade dött. Han grät och suckade jämt och sa att Gud hade övergivit honom.
I ett brev från Padre Pio till fader Benedetto, daterat 21 augusti 1918 skriver Padre Pio om sina erfarelser vid transverberationen:
Medan jag hörde pojkarnas bikt på kvällen den femte [augusti] terroriserades jag plötsligt av synen av en celestial person som presenterade sig själv framför min tankes ögon. Han hade i sin hand ett sorts vapen som ett långt skarpslipat spjut som verkade avge eld. Så fort jag såg detta såg jag att personen kastade vapnet rakt in i min själ med all sin kraft. Jag skrek rakt ut med svårighet och kände mig döende. Jag bad pojken lämna mig eftersom jag mådde illa och inte hade styrka nog att fortsätta. Denna pina varade oupphörligt fram till morgonen den sjunde. Jag inte beskriva för dig hur mycket jag led under denna period av ängslan. Till och med mitt innanmäte revs och genomborrades av vapnet och ingenting besparades. Från den dagen har jag varit dödligt sårad. Jag känner i djupet av min själ ett sår som alltid är öppet och orsakar mig ständig pina.
Den 20 september 1918 ska smärtorna från transverberationen ha upphört och Padre Pio befann sig i "djup frid". Den dagen befann sig Padre Pio i bön i körloftet i Vår Fru av Nådens kyrka, uppenbarade sig samma varelse som hade givit honom transverberationen och som tros vara den sårade Kristus, och han upplevde ytterligare en religiös extas. När extasen upphörde hade Padre Pio fått synliga stigmata, Kristi fem sår. Den här gången var dock stigmata permanenta och skulle vara kvar de nästa femtio åren av hans jordiska liv.
I ett brev från Padre Pio till fader Benedetto, daterat 22 oktober 1918 beskriver han sin erfarenhet av att få stigmata:
Efter att jag hade firat Mässan på morgonen den tjugonde förra månaden gav jag i kören efter för en sömnighet som liknade en söt sömn. [...] Jag såg framför mig en mystisk person liknande den jag såg på kvällen den 5 augusti. Den enda skillnaden var att hans händer, fötter och sida dröp av blod. Denna syn skrämde vettet ur mig och vad jag kände då är obeskrivligt. Jag trodde att jag hade dött om inte Herren hade ingripit och stärkte mitt hjärta som var på väg att sprängas ut ur mitt bröst. Visionen försvann och jag blev medveten om att mina händer, fötter och min sida dröp av blod. Föreställ dig pinan jag erfor och fortsätter erfara varje dag. Hjärtsåret fortsätter blöda kontinuerligt, särskilt från torsdag kväll ända till lördag. Käre fader, jag dör av smärtan som kommer från såren och av den pinsamhet som detta orsakar mig. Jag är rädd att jag blöder ihjäl om Herren inte hör min bön från hjärtat att befria mig från detta tillstånd. Kommer Jesus, som är god, att skänka mig denna nåd? Kommer han åtminstone befria mig från de pinsamma yttre tecknen? Jag kommer att höja min röst och kommer inte upphöra att bönfalla honom förrän han tar bort dem i sin nåd, inte smärtan eller såret, vilket är omöjligt då jag vill bli berusad av smärta, utan dessa yttre tecken som orsakar mig så mycket outhärdlig förödmjukelse.
Även om Padre Pio hade föredragit att lida i hemlighet, hade nyheterna om den stigmatiserade munken redan i början av 1919 spridit sig till den sekulära världen. Hans sår undersöktes av många, även läkare. Människor som hade åter hade börjat ordna sina liv efter världskriget började se Padre Pio som en hoppets symbol. De nära honom börjar hävda att han hade börjat få flera andliga gåvor som bilokation, levitation, profetia, mirakel, extraordinärt litet behov av sömn och mat (ett vittnesbörd hävdar att fader Agostino deltog när Padre Pio livnärde sig enbart på den Heliga Eukaristin i tjugo dagar vid Verafeno), kapaciteten att läsa hjärtan, tungotalets gåva, konversionens gåva och doft från såren.

## Kontroverser

### Anklagelser riktade mot Padre Pio
När Padre Pio blev allt mer känd började hans tjänst ta en mer central roll vid konventet. Många pilgrimer flockades för att se honom och han tillbringade c:a nitton timmar varje dag med att fira Mässan, höra bikt och korrespondera och ofta utan att sova mer än två timmar per natt. Hans berömdhet hade den negativa konsekvensen att anklagelserna mot honom nådde den Heliga Stolen i Rom, vilket innebar att många begränsningar las på honom. Bland hans anklagare fanns många högt rankade ärkebiskopar, biskopar, teologer och läkare.

### Anklagelsernas natur
Hans anklagare la fram flera anklagelser mot honom, bland annat galenskap, omoraliskt beteende i samröret med kvinnor – såsom anklagelser att han hade samlag med kvinnor i biktstolen – felaktigt användande av anslag, bedrägeri, anklagelser om att han hade orsakat stigmatiseringen med syra för att bli känd och att den rapporterade helgondoften berodde på självadministrerad eau de cologne.
Grundaren av Milanos Heliga Hjärtats Katolska Universitet – munken, läkaren och psykologen Agostino Gemelli – sade att Padre Pio var "en okunnig och självstympande psykopat som exploaterade människors tro. I korta drag kan man säga att han anklagades för brott mot alla tre av sina löften: fattigdom, kyskhet och lydnad.
År 1923 förbjöds han att undervisa tonårspojkar i skolan som var knuten till konventet därför att han ansågs vara "en skadlig Sokrates som var kapabel att pervertera pojkarnas sköra liv och själar."

#### Hem för att avhjälpa lidande
År 1940 började Padre Pios planer för att öppna ett sjukhus i San Giovanni Rotondo, som skulle kallas Casa Sollievo della Sofferenza eller "Hem för att avhjälpa lidande" och sjukhuset öppnade 1956. Barbara Ward, en brittisk filantrop och journalist placerad i Italien, spelade en stor roll genom att för projektets räkning ro hem $325000 från United Nations Relief and Rehabilitation Administration (UNRRA). För att Padre Pio skulle kunna övervaka projektet personligen fick han 1957 dispens från påven Pius XII för sina fattigdomslöften. Hans anklagare använde projektet som ytterligare ett vapen och anklagade att han använde pengarna felaktigt.

### Undersökningar
Padre Pio undergick flera undersökningar. Av fruktan för lokala upplopp avbröts planer att förflytta honom och ytterligare en plan avbröts när ett faktiskt upplopp nästan bröt ut. Mellan 1924 och 1931 gav den Heliga Stolen ut flera uttalanden som förnekade händelserna i Padre Pios liv orsakades av något gudomligt. Under en period förhindrades han från att utföra sin prästerliga tjänst offentligt, såsom att läsa Mässan offentligt eller att höra bikt.

### Påvens syn på händelserna mellan 1930 och 1960
Vinden började vända 1933, när påven Pius XI beordrade den Heliga Stolen att dra tillbaka Padre Pios förbud att läsa Mässan offentligt. Påven sa: "Jag har inte varit illvillig gentemot Padre Pio, men jag har varit dåligt informerad." Han fick åter börja höra bikt 1934 och fick även hederstillstånd att predika, trots att han aldrig hade tagit examen för att predika. Påven Pius XII, som blev påve 1939, uppmuntrade beundrare att uppsöka Padre Pio. Enligt en nyutgiven bok ska påven Johannes XXIII inte ha delat sina företrädares uppfattning utan ha skrivit om Padre Pios "stora bluff" 1960. Hursomhelst var det dennes efterträdare, påven Paulus VI, som i mitten av 1960-talet avfärdade alla anklagelser mot Padre Pio.

## Död
Padre Pios hälsa började allt mer att svikta under 1960-talet, vilket han trotsade genom att fortsätta sitt andliga verk. På grund av hans ålder och hälsotillstånd tillät påven Paulus VI honom att fortsätta läsa Mässan enligt 1962 års Missale även efter liturgireformen efter Andra Vatikankonciliet. Den 21 september 1968, 50-årsdagen för sina stigmata, upplevde Padre Pio en oerhörd trötthet. Dagen därpå skulle han egentligen ha offrat en högmässa, men då han kände sig svag och osäker på om han skulle orka slutföra Mässan, bad han att få läsa en lågmässa istället, vilket han gjort dagligen i flera år. På grund av de många pilgrimerna bestämde hans superior att det ändå skulle läsas en högmässa och i lydnad till sin överordnade gjorde Padre Pio detta. Under firandet av Mässan verkade han oerhört svag och i ett skört tillstånd. Hans röst var svag när han läste Mässan och efter att Mässan var avslutad var han så försvagad att han nästan kollapsade när han gick ner för altarets trappsteg och behövde hjälp från flera av sina medbröder. Detta var Padre Pios sista Mässa.
Tidigt på morgonen 23 september 1968 biktade sig Padre Pio för sista gången och förnyade sina franciskanska löften. Som vanligt hade han sin rosenkrans i handen, även om han inte orkade läsa Hell dig Maria högt. Ända till slutet upprepade han orden "Gesú, Maria" (Jesus, Maria). Runt 2.30 på morgonen sa han "Jag ser två mödrar" (uppfattat som hans egen mor och Maria). Vid 2.30 på morgonen tog han sitt sista andetag i sin cell i San Giovanni Rotondo och med sitt sista andetag viskande: "Maria!"
Hans kropp begravdes den 26 september i en krypta i Vår Fru av Nådens kyrka. Det deltog över 100000 människor på hans begravning. Han ska ofta ha sagt: "Efter min död kommer jag göra mer. Min verkliga mission börjar efter min död." Berättelserna från dem som stannade med Padre Pio till slutet hävdar att stigmatan helt hade försvunnit utan att lämna ens ett ärr. Endast ett rött märke i hans sida ska ha funnits kvar som sedan försvann.

## Postuma kontroverser

### San Giovanni Rotondo kommersialiseras
Kommersialiseringen av klosterstaden San Giovanni Rotondo har kritiserats: "Alessandro Maggiolini, biskop i Como och eminent teolog, uttalade sig [dagen före helige Pios kanonisering] mot den enorma industri som har växt upp runt honom. 'Jesus Kristus körde ut månglarna ur templet, men jag ser nu att de har kommit tillbaka.' sa han i en intervju med den italienska tidningen La Repubblica'".

## Övernaturliga fenomen
Padre Pio blev berömd av sitt arbete och det hävdas att han kunde läsa själar. Han ska även ha kunnat bilokera, det vill säga befinna sig på två olika platser samtidigt, enligt ögonvittnesskildringar.
År 1947 besökte fader Karol Józef Wojtyła – en ung präst som senare kom att bli påven Johannes Paulus II – Padre Pio och biktade sig för honom. Även om detta inte nämns i George Weigels biografi Witness to Hope, som innehåller berättelser om besöket, ska Pio enligt kardinal Alfons Stickler ha sagt att Wojtyła en dag skulle höjas till "den högsta posten i Kyrkan." Kardinal Stickler fortsatte med att säga att Wojtyła själv ansåg att profetian gick i uppfyllelse när han blev kardinal och inte när han blev påve.
Biskop Wojtyła skrev till Padre Pio 1962 och bad om förböner för dr. Wanda Poltawska, en vän i Polen som led av cancer. Senare fann man att cancern hade gått i remission och läkarna var oförmögna att ge en förklaring av fenomenet.
På grund av de ovanliga förmågorna som Padre Pio innehade gjorde Heliga Stolen två stora undersökningar av historierna runt honom. Men, därefter har Kyrkan formellt godkänt kulten kring honom i och med hans kanonisering 2002 av påven Johannes Paulus II.
I boken Padre Pio: The Miracle Worker från 1999 beskrivs historien om Gemma de Giorgi av den irländska prästen Malachy Gerard Carroll. Gemma var en siciliansk flicka vars blindhet ska ha botats vid ett besök hos Pio. Hon föddes utan pupiller och fördes till San Giovanni Rotondo 1947 av sin mormor eller farmor. Under resan på vägen till Pio började flickan se objekt som ett ångfartyg och havet. Hennes mormor (eller farmor) trodde inte att barnet hade blivit helat. Efter att Gemma glömde att fråga om nåd under sin bikt, ska hennes följeslagare ha bett prästen att återställa hennes syn. Padre Pio ska enligt Carroll ha svarat: "Barnet ska inte gråta och inte heller du för barnet ser och du vet att hon ser." Ögonläkare ska ha varit oförmögna att förklara hur hon fick synen tillbaka. Padre Pio sägs även ha haft fysiska slagsmål med Satan, liknande dem som ska ha utkämpats av S:t Jean-Marie Vianney, och ha fått uttalade blåmärken från dessa slagsmål. Han ska även ha haft kapaciteten att samtala med skyddsänglar och ofta givit gåvor och helanden innan de efterfrågats.

### Stigmata

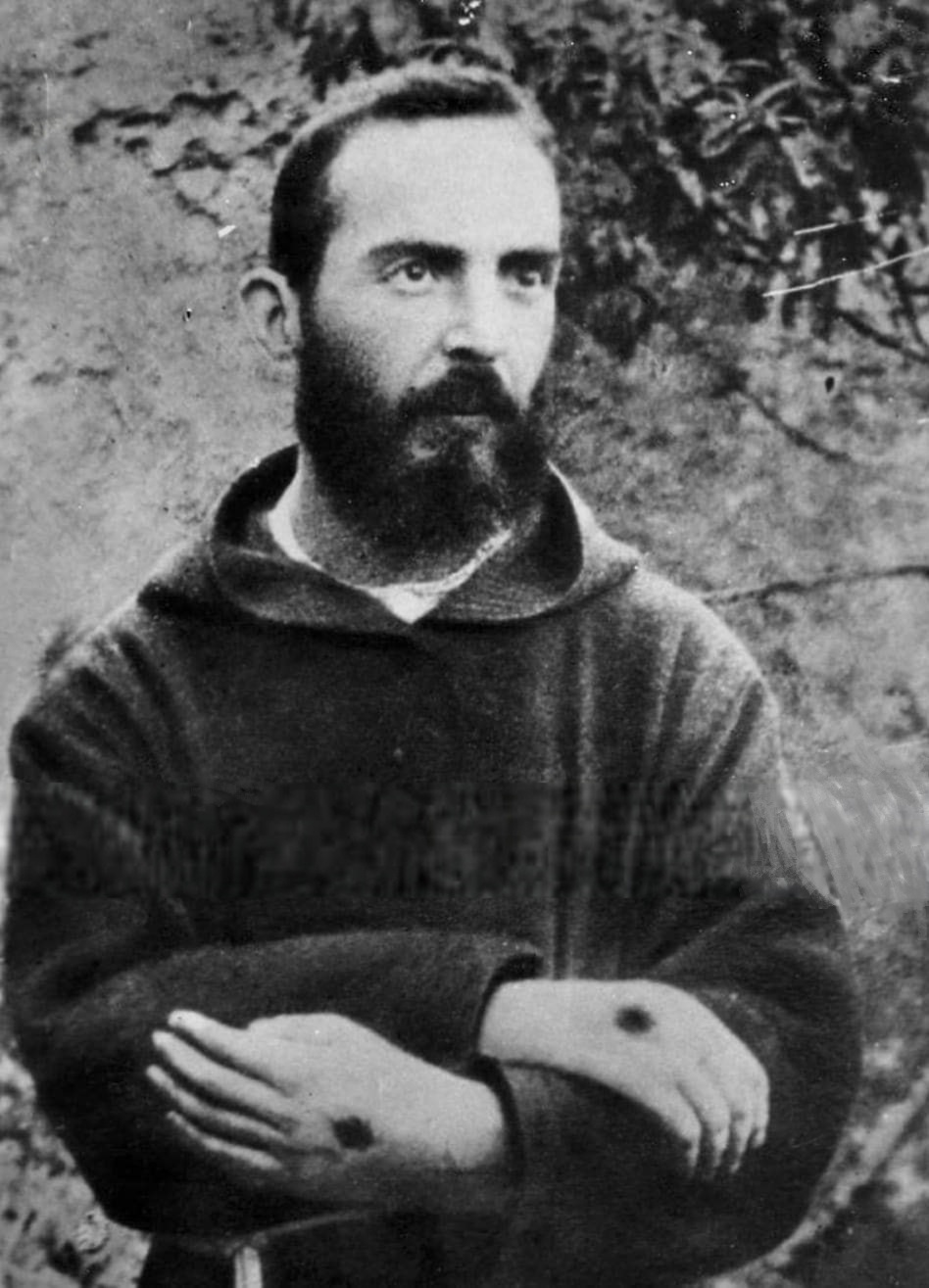
Padre Pio visar sina stigmata

Den 20 september 1918 ska Padre Pio ha haft sina första upplevelser av stigmata, medan han hörde bikt – kroppsliga märken, smärta och blödningar på ställen som överensstämde med Jesu Kristi sår efter korsfästningen. Detta fenomen fortsatte i femtio år, ända till hans död. Blodet som flödade från såren ska ha doftat av parfym eller blommor, ett fenomen som omnämns i flera helgons liv och kallas för helgondoft.
Hans stigmata betraktades av vissa som bevis på hans helighet och undersöktes av läkare som inte är klart oberoende av Kyrkan. Undersökningarna ska ha klarlagt att stigmata var oförklarliga och att de aldrig var infekterade. Det ryktades dock om att tillståndet orsakade Pio en stor skamkänsla och de flesta fotografier visar honom med röda eller svarta tygbitar för att täcka såren.
Vid Padre Pios död 1968 var hans kropp oskadad och utan tecken på ärrbildning. En rapport konstaterade till och med att han saknade blod i kroppen. Foton som togs av hans bara fötter och händer under begravningsprocessionen orsakade en del skandal med anklagelser om bluff, även om de troende betraktade märkenas försvinnande som ytterligare ett mirakel.

#### Anklagelser om bluff
Historikern Sergio Luzzatto med flera, såväl religiösa som icke-religiösa, har anklagat Pio för att ha orsakat sina stigmata på egen hand. Luzzattos teori, att Pio använde sig av karbolsyra för att orsaka såren, baseras på ett dokument från Vatikanens arkiv – vittnesbördet från en farmaceut vid San Giovanni Rotondo, Maria De Vito, som Pio ska ha köpt syran ifrån. Enligt De Vito, bad Padre Pio henne att hemlighålla köpet på fyra gram av syran, som enligt honom skulle användas till att sterilisera kanyler. Dokumentet undersöktes men avfärdades av Katolska Kyrkan under Padre Pios saligförklaringsprocess.
En kommentatör uttryckte uppfattningen att Kyrkan antagligen avfärdade anklagelserna på grund av bevis som visade att syran faktiskt användes för att sterilisera kanyler: "Pojkarna behövde injektioner för att motverka spanska influensan som härjade vid den tiden. På grund av läkarbrist administrerade fäderna Paolino och Pio injektionerna, och använde karbolsyra som desinfektion." Ytterligare en faktor som försvagar Luzzattos teori är att ingen av de åtskilliga läkare som undersökte Pios sår menade att de orsakats av yttre eller kemisk påverkan.

## Helgonförklaring
År 1982 auktoriserade Heliga Stolen ärkebiskopen i Manfredonia att öppna en undersökning för att utreda om Pio skulle kanonisera. Undersökningen pågick i sju år och 1990 utnämndes han till Guds tjänare, som är det första steget i kanoniseringsprocessen.
I början av 1990-talet diskuterade Kongregationen för Kanoniseringar hur heroiskt Padre Pio hade levt sitt liv och 1997 förklarades han av Johannes Paulus II vara vördnadsvärd. En diskussion om konsekvenserna av hans liv följde och inkluderade helandet av en italiensk kvinna på Pios förbön, Consiglia de Martino. På råd från kongregationen saligförklarade Johannes Paulus II Padre Pio 1999.
Efter än mer diskussion och ytterligare ett helande på Pios förbön helgonförklarades han av Johannes Paulus II den 16 juni 2002. C:a trehundratusen människor närvarade vid den högtidliga ceremoni där Pio förklarades vara ett helgon.

### Senare erkännande
Den 1 juli 2004 vigde Johannes Paulus II Padre Pios Pilgrimskyrka i San Giovanni Rotondo till minnet av helige Pio. En staty av helige Pio i Messina, på Sicilien, drog till sig uppmärksamhet när den ska ha gråtit blod under 2002. Padre Pio har blivit ett av världens populäraste helgon. Det finns fler än 3000 bönegrupper under Padre Pios beskydd över hela världen, med tre miljoner medlemmar. Det finns församlingar vigda till Padre Pio i Vineland, New Jersey och i Sydney, Australien. En undersökning från 2006 i tidskriften Famiglia Cristiana visade att italienska katoliker vänder sig mer till Padre Pio än något annat helgon för förbön. En sådan bön ska inte blandas ihop med tillbedjan, vilket Katolska Kyrkan lär endast ska riktas till Gud.

### Utgrävning

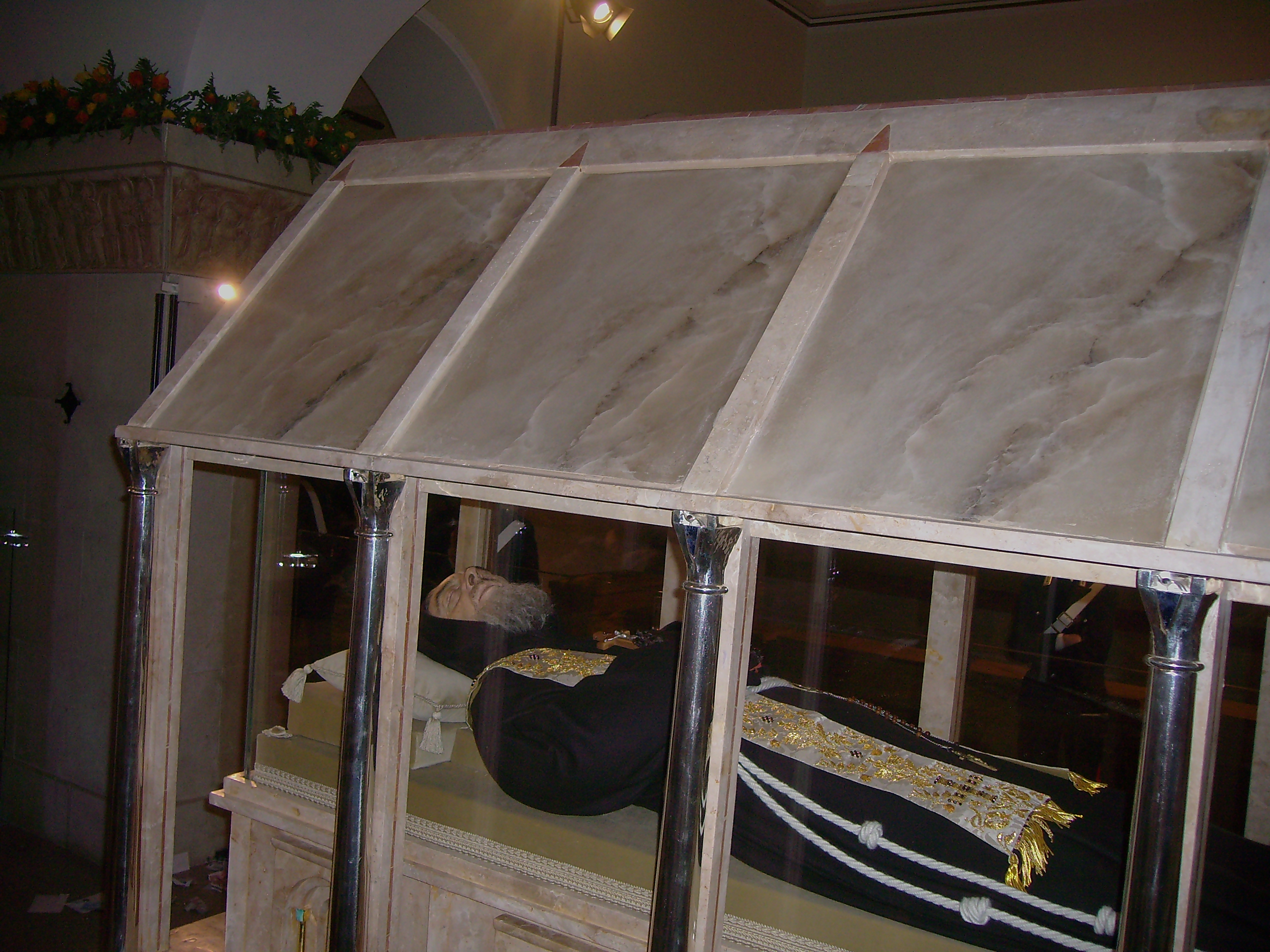
Padre Pios oförstörda kropp.

Den 3 mars 2008 togs Pios kropp ut ur sin grav, så att hans kvarlevor skulle kunna förberedas för uppvisning. Ett kyrkligt uttalande beskrev kroppen som i "rimligt skick". Ärkebiskop Domenico D'Ambrosio, påvlig legat till helgedomen i San Giovanni Rotondo sa "den övre delen av skallen är främst skelett, men kinden är perfekt och resten av kroppen är väl bevarad". Ärkebiskop D'Ambrosio bekräftade också i en kommuniké att "stigmatan inte är synliga". Han fortsatte med att säga att Pios händer "såg ut som om de nyss hade varit på manikyr". Man hoppades att begravningsentreprenörer skulle kunna återställa ansiktet så att det skulle vara igenkänningsbart. Men, på grund av dess förfall, täcktes hans ansikte med en livslik silikonmask.
Kardinal José Saraiva Martins, prefekt för Kongregationen för Kanoniseringar, celebrerade Mässan för 15000 troende den 24 april vid Heliga Maria av Nådens helgedom i San Giovanni Rotondo innan kroppen blev öppen för visning i en gravkammare av kristall, marmor och silver i klosterkryptan. Padre Pio bär sin bruna kapucindräkt med en vit sidenstola med broderade kristaller och guldtrådar. Hans händer håller ett stort träkors. C:a 800000 pilgrimer från hela världen, men främst från Italien, hade bokat visningar fram till december 2008, men endast 7200 pilgrimer per dag kan gå förbi kristallkistan. Visningen utvidgades till september 2009.

### Officiella hemsidor
- Padre Pio av Pietrelcina | Officiell webbplats
- Padre Pio av Pietrelcina | Officiella TV- och radiokanaler
- Padre Pio av Pietrelcina | Officiell tidskrift
- Sankt Padre Pio: Vatikanens biografi
- Catholic Web Services: Saint Pio of Pietrelcina

### Inofficiella biografier
- The New York Times, April 25, 2008: "Italian Saint Stirs Up a Mix of Faith and Commerce".
- Katolska TV-nätverket EWTNs biografi.
- from Pray, Hope and Don't Worry, "The Extraordinary Perfume of Padre Pio"
- Biografi på Catholic-Forum.com

### Padre Pio-organisationer
- Padre Pio Foundation of America
- Padre Pio Devotions
- National Centre For Padre Pio, Barto, Pennsylvania (USA)
- Officiell irländsk hemsida för Sankt Pio
- "Pray, Hope and Don't Worry Newsletter" från Padre Pio Devotions av San Diego
- (italienska) "Hem för att avhjälpa lidande"-sjukhus

### Övriga länkar
- Marianland.com DVD om Padre Pio
- Porträttmålning av Padre Pio av katolske konstnären Mark Sanislo
- Padre Pio 2000 Movie
- Padre Pio
- Wikimedia Commons har media som rör Padre Pio.